# Plumularia kossowskae
Plumularia kossowskae är en nässeldjursart som beskrevs av Chantal Billard 1911. Plumularia kossowskae ingår i släktet Plumularia och familjen Plumulariidae. Inga underarter finns listade i Catalogue of Life.